# Thord Granger
Thord Arnold Adrian Granger, född den 27 oktober 1914 i Huskvarna, död den 3 november 2005 i Vara, var en svensk jurist.
Granger avlade juris kandidatexamen vid Stockholms högskola 1939 och genomförde tingstjänstgöring 1939–1942. Han började tjänstgöra i Göta hovrätt 1942, blev fiskal där 1944, assessor 1950, hovrättsråd 1957 och revisionssekreterare 1959 (tillförordnad 1955). Granger var häradshövding i Åse, Viste, Barne och Laske domsaga 1961–1970 samt lagman i Vara tingsrätt 1971–1973 och i Falköpings tingsrätt 1974–1980. han var föredragande i likvidationsnämnden 1950–1953, juridisk rådgivare vid svenska delegationen till övervakningskommissionen i Korea 1954, domare i Etiopien (ordförande på avdelning i High Court och ledamot av Supreme Court) 1955–1958, vice ordförande i beslutsnämnd 1968–1980, ordförande där 1981–1984, vice ordförande i arrendenämnd 1968–1981, vice ordförande i utskrivningsnämnd 1974–1976 och ordförande där 1977–1984. Granger blev riddare av Nordstjärneorden 1961 och kommendör av samma orden 1973. Han vilar på Norra begravningsplatsen utanför Stockholm.